# Distrito de Supe

Mapa de la provincia de Barranca.

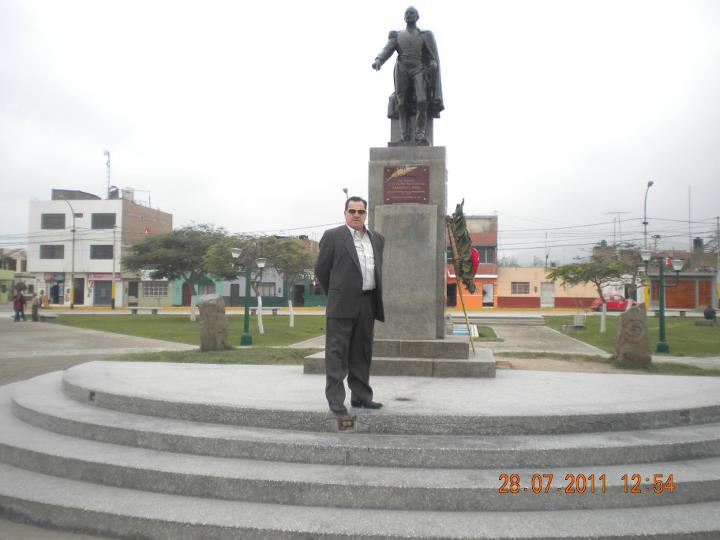
Vista de la plaza Mayor de Supe, la capital distrital.

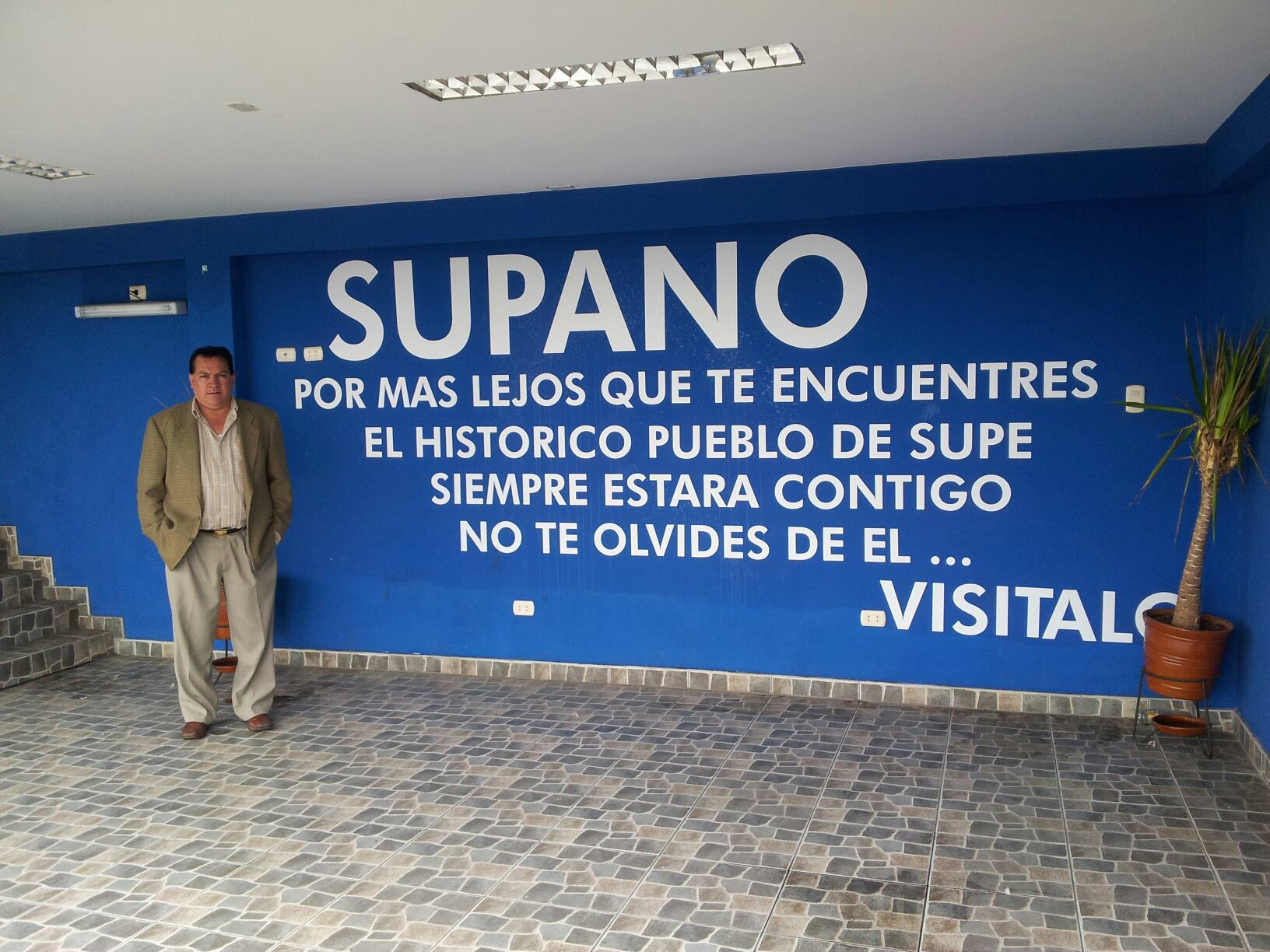
Mensaje de despedida para los migrantes supanos.

El distrito de Supe es uno de los cinco distritos de la provincia de Barranca en el departamento de Lima, bajo la administración del Gobierno Regional de Lima-Provincias, Perú. Se encuentra a 186 km al norte de la ciudad de Lima, capital del Perú. Su superficie es de 516.28 km2; es el distrito de mayor extensión (38%) de la provincia de Barranca.
Dentro de la división eclesiástica de la Iglesia Católica del Perú pertenece a la diócesis de Huacho

## Historia
El distrito de Supe fue creado mediante Ley del 2 de enero de 1857 en el gobierno del Presidente Ramón Castilla. En la costa nor-central del Perú, a escasas tres horas de Lima capital se encuentra el pueblo de Supe, de rumorosas y soleadas playas, con una campiña donde surgió la agricultura hace 5,000 años y en donde pasean, laboran y te esperan los hombres y mujeres de esta época que son los herederos del legado de Caral, la civilización más antigua en el Perú y en el continente americano.
El más destacado e ilustre hijo de Supe es, indudablemente, Juan Francisco Vidal La Hoz cuya memoria y ejemplo de amor a la patria. Junto a otros patriotas declararon la independencia del Perú en la plaza central del poblado, este noble personaje fue el primer soldado del Perú tal como lo llamó don José de San Martín. En la Plaza central de Supe, un 5 de abril de 1819, al lado de otros grandes patriotas, dieron el grito de libertad de Supe, pronunciándose por la emancipación y el separatismo de la Monarquía Española, la cual gobernaba el Perú bajo el virreinato.

## Geografía
Tiene una superficie de 516.3 km² y está ubicado sobre los 45 m s. n. m. Su capital es la localidad de Supe.
Supe se ubica cerca al mar, por eso su playa principal es la Caleta Vidal lugar muy visitado por sus residentes durante el verano, por sus agradables olas y limpias arenas.

## División administrativa

### Centros poblados
- Urbanos
  - Supe - Capital del distrito, con aproximadamente 15000 has., en ella se concentra toda la actividad comercial del distrito, que fue fundado en 1890 tras la devastación y desaparición del pueblo de la Campiña de Supe, cuyos planos fueron dibujados por Wigget en "Una visión a futuro", con calles altamente transitables. Posee comisaría, hospital e iglesia principal cuya antigüedad data desde la creación del pueblo.
  - San Nicolás - Fue una hacienda frutera fundada en 1893. Entre los años 1899 y 1924, la Sociedad Agrícola San Nicolás contrató los servicios de mano de obra de inmigrantes japoneses para el cultivo de algodón y caña de azúcar. En 1937 se vendió el trapiche concluyendo la producción algodonera. Hacia 1958 San Nicolás volvió a producir algodón, comerciando con gente que venía de Barranca, Puerto Supe y Pueblo Supe. Con la Reforma Agraria de Velasco se expropiaron todas las haciendas del Perú y con ellas San Nicolás, pasando a manos de los trabajadores, parcelándose y convirtiéndose en Cooperativas Agrarias de Producción dirigidas por los propios trabajadores organizados.
  - Campiña de Supe - Antes llamada villa de Supe (título otorgado por decreto del 23 de enero de 1830) es cuna de ilustres peruanos y el primer pueblo del Perú que declaró su Independencia el 5 de abril de 1819. Los cabildos españoles fundaron este pueblo el 23 de enero de 1540; más tarde lo elevaron a la categoría de "Villa Santa Isabel". Las tierras de cultivo que se repartieron entre los principales españoles pasaron por sucesión a sus hijos; algunas fueron donadas a instituciones, principalmente de carácter religioso, otras fueron vendidas. Una sucesiva cadena de huaycos entre 1884 y 1925 hizo desaparecer estas tierras casi totalmente, quedando sólo parte del cementerio chino y la casa de la ilustre supana y primera médica del Perú, Dra. Laura Esther Rodríguez Dulanto. Después de estos fatídicos, años el pueblo resurgió como campiña moderna y muy visitada, donde se cultivan las ciruelas y el famoso ají arnaucho. Está dividida en 3 sectores: Barrio la Alameda, donde está el Parque y su antigua Iglesia; el Pedregal, donde está el monumento a Francisco Vidal Laos; y los restos del antiguo cementeriguiiuggyuchino, el barrio Berlín, donde está la casa de Laura Esther Rodríguez Dulanto y Lupac, un barrio joven y tradicional.
  - Caleta Vidal
  - El Porvenir
  - Virgen de las Mercedes
- Rurales
  - Las Minas
  - El Molino
  - Llamahuaca
  - Allpacoto
  - Caral

Otros caseríos y localidades del distrito son La Merced Alta, Purmacana, Río Seco, Santo Domingo, Santa Elena Sur, Santa Martha, Taitalaina, Tacora, Lateral L y Víctor Raúl.

## Autoridades

### Municipales
- 2023 - 2026
  - Alcalde: Carlos Miguel Bragayrac Sims (Unidad Cívica)
  - Regidores:
    1. Waldo Alfredo Núñez Díaz (Unidad Cívica)
    2. Mical Zaida Quiroz García (Unidad Cívica)
    3. Jorge Aquiles Ostos Luciano (Unidad Cívica)
    4. Blanca Tula Gambini Medina (Unidad Cívica)
    5. Jairoly Alexander Tamayo Llashac (Unidad Cívica)
    6. Ángel Alfredo Untiveros Jaime (Podemos Perú)
    7. Victoria Espinoza Mendoza (Podemos Perú)

- 2019 - 2022[3]
  - Alcalde:  Luis Alberto Sosa Hidalgo (Fuerza Regional)
  - Regidores:
    1. Albino Alejandro Gómez Jara (Fuerza Regional)
    2. Braian Guillermo Villegas Aguirre (Fuerza Regional)
    3. Hilda María Melgarejo Espinoza (Fuerza Regional)
    4. Viviano Julián Rojas Medalla (Fuerza Regional)
    5. María Teresa Taboada Urquizo (Partido Democrático Somos Perú)

- 2015-2018[4]
  - Alcalde: Julián David Nishijima Villavicencio,  Partido Alianza para el Progreso (APP).
  - Regidores:

  1. Jhon Freddy Méndez López Luis (Alianza Para El Progreso)
  2. Juan Antonio Loo Castillo (Alianza Para El Progreso)
  3. Juan Eduardo Ramírez Bazalar (Alianza Para El Progreso)
  4. Cecilia Isabel Meza Bello (Alianza Para El Progreso)
  5. Beatriz Jaime Reyes (Vamos Perú).
- 2011 - 2014[5]
  - Alcalde: Julián David Nishijima Villavicencio, Partido Aprista Peruano (PAP)
  - Regidores: Juan Carlos Albújar Pereyra (PAP), Beatriz Jaime Reyes de Untiveros (PAP), Segundo Walter Cabanillas Gutiérrezc (PAP), Yeraldine Thalya Ramírez Vega (PAP),  Omar Saldaña Trujillo (Confianza Perú). En 2012 asume Lino Augusto Henríquez Díaz (PAP).
- 2007 - 2010
  - Alcalde: Ángel Rogelio Flores Lanegra, Partido Acción Popular.
- 2003 - 2006
  - Alcalde: Moisés Páucar Gonzales, Movimiento independiente Juventud Progresista.

### Policiales
- Comisario:

Mayor PNP Jorge Antonio Gonzaga Aguilar

### Religiosas
- Diócesis de Huacho[6]
  - Obispo: Mons. Antonio Santarsiero Rosa, OSJ.
- Parroquia Santa María Magdalena[7]
  - Párroco: Pbro. Carlos Campomanes.